# Axel Svinhufvud
Axel Adolf Samuel Svinhufvud född den 18 augusti 1867 i Västerås, död den 16 december 1939, var en svensk officer och brandchef.

## Biografi
Axel Svinhufvud var underlöjtnant vid Södermanlands regemente 1891 och kapten i armén 1908. Han var officer i Kongostatens tjänst 1893–1896 och hade sin verksamhet huvudsakligen förlagd till nordöstra Kongo, där han bl.a. tjänstgjorde på stationen Kabasidu, uppkallad efter en Mangbetuhövding med samma namn. Han deltog med lysande tapperhet i striderna mot de upproriska Mahdisterna i Kongo och erhöll till minne därav en ovanlig utmärkelse: den svenska guldmedaljen för tapperhet i fält.
Han var anställd vid Stockholms brandkår, först som brandkapten 1899, sedan som brandchef 1910–1932 och genomförde på denna post en epokgörande utveckling av eldsläckningsväsendet, i det att även det förebyggande brandskyddet inlänkades i arbetet, motoriseringen verkställdes o.s.v. Han ansågs vara en sällsynt skicklig brandchef. Han företog ett flertal studieresor till Tyskland (1903, 1909, 1912, 1913, 1914 och 1921), Ryssland (1912), England (1903 och 1911), Frankrike (1911, 1913 och 1920), Belgien (1911 och 1920), samt Italien (1904).
Han har skildrat sin tid i Kongo i ett postumt arbete: "I Kongostatens tjänst", Stockholm, 1942. En del av hans etnografiska samling är avbildad i denna bok, och där anges även under vilka förhållanden han förvärvade föremålen. I samlingarna på Etnografiska museet i Stockholm finns ett flertal av dessa föremål, främst vapen och musikinstrument, bl.a. en Kondiharpa, vilken gavs som gåva av Mangbetuhövdingen Meusere till Axel Svinhufvud under hans tjänstgöringsperiod i Nordöstra Kongo.
Han medverkade i filmen Luffar-Petter från 1922.

## Familj
Axel Svinhufvud var son till sjökapten Gustaf Axel Rudolf Svinhufvud (1838–1920) och Matilda Emilia Charlotta von Brömssen (1837–1913) och hade fem syskon. Han gifte sig 1903 med Louise Gunilda Koch (1878–1951) och de fick dottern Maj. Makarna Svinhufvud är begravda på Gamla kyrkogården i Strängnäs.

## Utmärkelser
- GM tf - Guldmedalj för tapperhet i fält.
- GVO1M - Gustav V:s olympiska minnesmedalj.
- KVO2kl - Kommendör av andra klassen av Kungliga Vasaorden.
- RFrHL - Riddare av Franska Hederslegionsorden.
- RNO - Riddare av Kungliga Nordstjärneorden.
- RVO - Riddare av första klassen av Kungliga Vasaorden.
- SM sjv - Svenska frivilliga sjukvårdsväsendets silvermedalj.